# Palača Hampton Court
Palača Hampton Court je kraljeva palača, uvrščena na I. stopnjo zaščite v londonskem okrožju Richmond ob Temzi, 19 kilometrov jugozahodno in gorvodno od središča Londona ob reki Temzi. Palačo, odprto za javnost, upravlja Historic Royal Palaces, dobrodelna ustanova, ustanovljena za ohranitev več nezasedenih kraljevih posesti.
Gradnja palače se je začela leta 1514 za kardinala Thomasa Wolseyja, glavnega ministra Henrika VIII. Leta 1529, ko je Wolsey padel v nemilost, je kardinal dal palačo kralju, da preveri njegovo sramoto. Palača je kasneje postala ena Henrikovih najbolj priljubljenih rezidenc; kmalu po pridobitvi posesti je poskrbel, da so jo povečali, da bi lahko sprejela njegovo precejšnje spremstvo dvorjanov.
V zgodnjih 1690-ih je obsežna obnova in razširitev Viljema III., ki naj bi tekmovala z Versajsko palačo, uničila velik del Tudorske palače. Njegovo delo je prenehalo leta 1694, tako da je palača ostala v dveh različnih nasprotujočih si arhitekturnih slogih, tudorskem in baročnem. Medtem ko so slogi palače naključje, enotnost obstaja zaradi uporabe rožnatih opek in simetričnega, čeprav nejasnega, uravnoteženja zaporednih nizkih kril. Kralj Jurij II. Britanski je bil zadnji monarh, ki je prebival v palači.
Palača je odprta za javnost in je velika turistična atrakcija. Za strukturo in zemljišče skrbi neodvisna dobrodelna ustanova, Historic Royal Palaces, ki ne prejema nobenih sredstev od vlade ali krone. Palača prikazuje številna umetniška dela iz kraljeve zbirke.
Poleg same palače in njenih vrtov so druge zanimivosti za obiskovalce slavni labirint, zgodovinsko kraljevo teniško igrišče in ogromna vinska trta, največja na svetu od leta 2005. Domači park palače je mesto letnega festivala Hampton Court Palace in Hampton Court Garden Festivala. 

## Zgodovina

### Tudorsko obdobje
Thomas Wolsey, yorški nadškof, glavni minister in ljubljenec Henrika VIII., je leta 1514 prevzel mesto palače Hampton Court. Pred tem je bila last reda svetega Janeza Jeruzalemskega. V naslednjih sedmih letih je Wolsey izdatno porabil (200.000 kron) za gradnjo najlepše palače v Angliji v Hampton Courtu. Danes le malo Wolseyjevih gradbenih del ostaja nespremenjenih. Prvo dvorišče, Base Court (B na tlorisu), je bila njegova stvaritev, tako kot drugo, notranje vhodno poslopje (C), ki vodi do dvorišča z urnim stolpom (Clock Court (D)) (Wolseyjev pečat je še vedno viden nad vhodnim lokom stolpa z uro), v katerem so bile njegove zasebne sobe (O na tlorisu). Prvo dvorišče je vsebovalo štiriinštirideset prenočišč, rezerviranih za goste, medtem ko je drugo dvorišče (danes Clock Court) vsebovalo najboljše sobe – državne apartmaje – rezervirane za kralja in njegovo družino. Henrik VIII. je ostal v državnih stanovanjih kot Wolseyjev gost takoj po njihovem dokončanju leta 1525.
Pri gradnji svoje palače je Wolsey poskušal ustvariti renesančno kardinalsko palačo premočrtnega simetričnega tlorisa z velikimi apartmaji na dvignjenem piano nobile, vse upodobljeno s klasičnimi detajli. Zgodovinar Jonathan Foyle je predlagal, da je Wolseyja verjetno navdihnil De Cardinalatu Paola Corteseja, priročnik za kardinale, ki je vključeval nasvete o arhitekturi palač, objavljen leta 1510. Arhitekturni zgodovinar sir John Summerson trdi, da palača prikazuje »bistvo Wolseyja – navadnega angleškega cerkovnika, ki je svojega vladarja vseeno postavil za razsodnika Evrope in ki je zgradil in opremil Hampton Court, da bi tujim ambasadam pokazal, da je glavni minister Henrika VIII. znal živeti tako milostno kot kateri koli kardinal v Rimu«. Ne glede na koncepte je arhitektura odličen in redek primer tridesetletne dobe, ko je bila angleška arhitektura v harmoničnem prehodu iz domačega tudorskega, pod močnim vplivom perpendicular gotike, v italijansko renesančno klasiko. Perpendicular gotika v zgodovini ni nič dolgovala renesančnemu slogu, a se je z njim dobro ujemala. To mešanje slogov je uresničila majhna skupina italijanskih obrtnikov, ki so delali na angleškem dvoru v drugem in tretjem desetletju 16. stoletja. Specializirali so se za dodajanje renesančnega okrasja sicer enostavnim tudorskim stavbam. Eden od teh, Giovanni da Maiano, je bil odgovoren za komplet osmih reliefnih doprsnih kipov rimskih cesarjev, ki so bili vgrajeni v opečni zid Tudorjevih zidov.
Wolsey naj bi v svoji palači užival le nekaj let. Leta 1529 je vedel, da njegovi sovražniki in kralj pripravljajo njegov propad, zato je palačo predal kralju kot darilo. Wolsey je umrl leta 1530.
V šestih mesecih po tem, ko je prevzel lastništvo, je kralj začel lastno obnovo in širitev. Dvor Henrika VIII. je sestavljalo več kot tisoč ljudi, kralj pa je imel v lasti več kot šestdeset hiš in palač. Nekaj jih je bilo dovolj velikih, da so lahko zadržali zbran dvor, zato je bila ena izmed prvih kraljevih gradbenih del (da bi Hampton Court spremenil v glavno rezidenco) izgradnja ogromnih kuhinj. Leta 1529 so jih štirikrat povečali, kar je kralju omogočilo, da zagotovi bouche of court (brezplačno hrano in pijačo) za celoten dvor. Arhitektura nove palače kralja Henrika je sledila oblikovalskemu precedensu, ki ga je postavil Wolsey: tudorski, ki ga je navdihnila perpendicular gotika, z zadržanim renesančnim ornamentom. Ta hibridna arhitektura naj bi ostala nespremenjena skoraj stoletje, dokler Inigo Jones ni vnesel močnih klasičnih vplivov iz Italije v londonske palače prvih kraljev Stuartov.
Med letoma 1532 in 1535 je Henrik dodal Veliko dvorano (zadnjo srednjeveško veliko dvorano, zgrajeno za angleško monarhijo) in Kraljevo teniško igrišče. Velika dvorana ima konzolno kleščasto ostrešje. V času Tudorjev je bil to najpomembnejši prostor v palači; tukaj bi kralj obedoval sedeč za mizo na dvignjenem odru. Dvorano so gradili pet let; kralj je bil tako nestrpen glede dokončanja, da so bili zidarji prisiljeni vso noč delati ob soju sveč.
Vhodno poslopje drugega, notranjega dvorišča je bilo leta 1540 okrašeno z astronomsko uro Hampton Court, zgodnjim primerom predkopernikanske astronomske ure. Še vedno delujoča ura kaže čas dneva, lunine faze, mesec, četrtletje v letu, datum, sonce in zvezdno znamenje ter visoko vodo na Londonskem mostu. Slednja informacija je bila zelo pomembna za tiste, ki so to palačo ob Temzi obiskali iz Londona, saj je bil takrat najprimernejši način prevoza z barko, Londonski most pa je ob nizki vodi ustvarjal nevarne brzice. Ta vratarnica je danes znana tudi kot vrata Anne Boleyn, po Henrikovi drugi ženi. Na stanovanjih Anne Boleyn nad vrati so še vedno potekala dela, ko so Boleynovo obglavili.
V obdobju Tudorjev je bila palača prizorišče številnih zgodovinskih dogodkov. Leta 1537 se je v palači rodil tako želeni kraljev moški dedič, bodoči Edvard VI., dva tedna kasneje pa je tam umrla otrokova mati Jane Seymour. Štiri leta zatem je bil kralj ob obisku maše v kapeli palače obveščen o prešuštvu svoje pete žene Catherine Howard. Nato je bila nekaj dni zaprta v svoji sobi, preden so jo poslali v Syon House in nato naprej v Londonski Tower. Legenda trdi, da je za kratek čas ušla stražarjem in tekla skozi Galerijo strašil, da bi prosila Henrika za svoje življenje, vendar so jo ponovno ujeli.
Kralj Henrik je umrl januarja 1547 in nasledil ga je njegov sin Edvard VI., nato pa obe hčerki po vrsti. V Hampton Court se je kraljica Marija I. Angleška (Henrikova starejša hči) umaknila s kraljem Filipom, da bi preživela svoje medene tedne po njuni poroki v Winchestru. Marija je za kraj rojstva svojega prvega otroka izbrala Hampton Court, ki se je izkazala za prvo od dveh fantomskih nosečnosti. Marija je sprva želela roditi na gradu Windsor, saj je bila to bolj varna lokacija, in še vedno se je bala upora. Toda Hampton Court je bil precej večji in je lahko sprejel celoten dvor in še več. Marija je ostala v palači in čakala na rojstvo 'otroka' več kot pet mesecev in jo je zapustila le zaradi neprimernega stanja palače. Njen dvor se je odpravil v veliko manjšo palačo Oatlands. Marijo je nasledila njena polsestra Elizabeta I. Angleška in prav Elizabeta je dala zgraditi vzhodno kuhinjo; danes je to javna čajna soba v palači.

### Stuarti in zgodnji Hanoverani
Ob smrti Elizabete I. leta 1603 se je obdobje Tudorjev končalo. Kraljico je nasledil njen prvi bratranec, ki je bil dvakrat odstavljen, Jakob VI. in I. iz družine Stuart.
Januarja 1604 sta bili v veliki dvorani uprizorjeni dve zabavi za dvor Stuartov, Maske indijskih in kitajskih vitezov in Vizija dvanajstih boginj. 6. januarja so škotski dvorjani izvedli ples z meči za Ano Dansko. Njihov ples so primerjali s španskim matachinom. Kasneje leta 1604 je bila palača kraj srečanja kralja Jakoba s predstavniki angleških puritancev, znanega kot Hampton Court Conference; medtem ko dogovor s puritanci ni bil dosežen, je srečanje vodilo do tega, da je Jakob naročil prevod Biblije kralja Jakoba.
Kralja Jakoba je leta 1625 nasledil njegov sin, nesrečni Karel I. Angleški. Hampton Court naj bi postal njegova palača in njegov zapor. To je bilo tudi prizorišče njegovega poročnega potovanja s petnajstletno nevesto Henrietto Mario leta 1625. Po usmrtitvi kralja Karla I. leta 1649 je palača postala last Commonwealtha, ki mu je predsedoval Oliver Cromwell. Za razliko od nekaterih drugih nekdanjih kraljevih posesti je palača ostala razmeroma nepoškodovana. Medtem ko je vlada večino vsebine prodala na dražbi, stavba ni bila upoštevana.[27]
Po obnovi sta kralj Karel II. Angleški in njegov naslednik Jakob II. ANgleški obiskala Hampton Court, vendar sta večinoma raje prebivala drugje. Po sedanjih standardih francoskega dvora se je Hampton Court zdaj zdel staromoden. Leta 1689, kmalu po tem, ko se je dvor Ludvika XIV. za stalno preselil v Versailles, so začeli obravnavati zastarelo stanje palače. Anglija je imela skupna monarha, Viljema III. in Marijo II. V nekaj mesecih po pristopu so se lotili obsežnega projekta obnove Hampton Courta. Namen je bil porušiti Tudorsko palačo del za delom in jo nadomestiti z ogromno sodobno palačo v baročnem slogu, ki bi ohranila samo Veliko dvorano Henrika VIII.
Najuglednejši arhitekt v državi, sir Christopher Wren, je bil poklican, da nariše načrte, medtem ko naj bi bil mojster del William Talman. Načrt je bil za veliko palačo, zgrajeno okoli dveh dvorišč, ki sta pravokotni drug na drugega. Wrenov načrt za kupolasto palačo je bil podoben delu Julesa Hardouina Mansarta in Louisa Le Vaua, oba arhitekta, zaposlena pri Ludviku XIV. v Versaillesu. Predlagano pa je bilo, da so bili načrti opuščeni, ker je bila podobnost z Versaillesom preveč subtilna in premalo močna; v tem času je bilo nemogoče, da bi si kateri koli vladar predstavljal palačo, ki ne bi posnemala ponavljajoče se baročne oblike Versaillesa. Vendar pa so podobnosti tam: čeprav fasade niso tako dolge kot tiste v Versaillesu, imajo podobne, na videz neustavljive ponavljajoče se ritme pod dolgim ravnim obzorjem. Monotonija se celo ponovi, ko fasada zavije za vogal od vzhodne proti južni fasadi. Vendar pa Hampton Court, za razliko od Versaillesa, dobi dodatno dimenzijo zaradi kontrasta med rožnato opeko in bledimi vložki iz portlandskega kamna, okvirji in pasovi. Nadaljnjo preusmeritev dodajajo okrogla in okrašena okna medetaže v drugem nadstropju. Ta tema se ponovi v notranjem dvorišču z vodnjakom, vendar je ritem hitrejši in okna na zunanjih fasadah, dobijo koničaste zatrepe na dvorišču; zaradi tega so dvorišče opisali kot »osupljivo, saj je istočasno izpostavljeno velikemu številu oči z dvignjenimi obrvmi«.
Med tem delom je bila zamenjana polovica Tudorske palače, izgubljene pa so bile tudi sobe in zasebni apartmaji Henrika VIII. nova krila okrog Fountain Courta so vsebovala nova državna stanovanja in zasebne sobe, eno za kralja in eno za kraljico. Vsak apartma državnih sob je bil dostopen z državnim stopniščem. Kraljevi apartmaji so bili popolnoma enake vrednosti, da bi odražali edinstven status Viljema in Marije kot skupnih vladarjev. Kraljeva stanovanja so obrnjena proti jugu nad Zasebnim vrtom, kraljičina vzhodna stran nad Fountain Garden. Apartmaji so povezani z galerijo, ki poteka vzdolž vzhodne fasade, kar je še ena referenca na Versailles, kjer so kraljeva in kraljičina stanovanja povezana z Galerie des Glaces. Vendar je v Hampton Courtu povezovalna galerija skromnejših razsežnosti in okrasja. Kraljevo stopnišče je bilo okrašeno s freskami Antonia Verria in občutljivim železom Jeana Tijouja. Drugi umetniki, ki so bili naročeni za okrasitev sob, so bili Grinling Gibbons, sir James Thornhill in Jacques Rousseau; pohištvo je oblikoval Daniel Marot.
Po smrti kraljice Marije je kralj Viljem izgubil zanimanje za prenovo in dela so se ustavila. Vendar pa je leta 1702 v Hampton Court Parku padel s konja in kasneje umrl zaradi poškodb v Kensingtonski palači. Nasledila ga je njegova svakinja kraljica Ana, ki je nadaljevala okrasitev in dokončanje državnih stanovanj. Po smrti kraljice Ane leta 1714 se je dinastija Stuart končala.
Naslednik kraljice Ane je bil Jurij I. Britanski; on in njegov sin Jurij II. sta bila zadnja monarha, ki sta prebivala v Hampton Courtu. Pod Jurijem I. je bilo leta 1717 po načrtih Johna Vanbrugha dokončanih šest sob. Pod Jurijem II. in njegovo ženo Carolino Ansbachsko je potekala nadaljnja prenova z arhitektom Williamom Kentom, ki je zasnoval novo pohištvo in dekor, vključno s kraljičinim stopniščem (1733) in apartma Cumberland (1737) za vojvodo Cumberlandskega. Danes so kraljičini zasebni apartmaji odprti za javnost.

### Kasnejša uporaba
Od vladavine kralja Jurija II. noben monarh ni prebival v Hampton Courtu. Pravzaprav Jurij III. Britanski od svojega nastopa ni nikoli stopil v palačo: državna stanovanja je povezoval s ponižujočim prizorom, ko ga je dedek nekoč udaril po nedolžni pripombi. Kljub temu je leta 1763 tu dal posaditi Veliko vinsko trto in leta 1773 je dal odstraniti zgornji dve nadstropji Velike vratarnice.
Od leta 1760 je bila palača uporabljena za hišo milosti in naklonjenosti prebivalcem. Številne sobe v palači so bile prilagojene za brezplačna stanovanja, prosta pa je Lord Chamberlain dodelil prosilcem za nagrado za pretekle storitve, opravljene kroni. Od leta 1862 do smrti leta 1867 je tu živel znanstvenik in pionir elektrike Michael Faraday. Od 1960-ih je število novih prebivalcev upadalo, nazadnje so jih sprejeli v 1980-ih. Vendar bi obstoječi prebivalci lahko še naprej živeli tukaj. Leta 2005 so ostali trije, do leta 2017 pa noben.
Leta 1796 je bila Velika dvorana obnovljena in leta 1838, v času vladavine kraljice Viktorije, je bila obnova končana in palača odprta za javnost. Težki obnovitveni načrt v tem času je zmanjšal Veliko vratarnico (A), glavni vhod v palačo, za dve nadstropji in odstranil svinčene kupole, ki so krasile njene štiri stolpe. Ko je bila palača odprta, je kmalu postala velika turistična atrakcija in do leta 1881 je bilo zabeleženih več kot deset milijonov obiskov. Obiskovalci so prispeli z ladjo iz Londona in preko železniške postaje Hampton Court, odprte februarja 1849.
2. septembra 1952 je palača dobila zakonsko zaščito z uvrstitvijo na seznam I. stopnje. Druge stavbe in strukture na ozemlju so ločeno navedene v razredu I, vključno z nagibnim stolpom iz zgodnjega 16. stoletja (edini ohranjeni primer od petih prvotnih stolpov); Levja vrata Christopherja Wrena, zgrajena za Ano in Jurija I. ter tudorsko in obodno obzidje iz 17. stoletja.
Leta 1986 je palačo prizadel velik požar, ki se je razširil na kraljeve apartmaje. Ogenj je zahteval življenje lady Daphne Gale, vdove generala sira Richarda Galea, ki je živela v stanovanju grace and favor. Imela je navado, da je ponoči v svojo spalnico odnesla prižgano svečo, kar naj bi povzročilo požar. Požar v Hampton Courtu je pripeljal do novega programa obnovitvenih del, ki je bil zaključen leta 1990. Kraljeva šola za šivanje se je leta 1987 preselila v prostore znotraj palače iz Princess Gate v Kensingtonu, v palači pa je tudi sedež dobrodelne fundacije Historic Royal Palaces.

### 21. stoletje
Lokacija je bila uporabljena za predstavo The Six Wives of Henry VIII rock klaviaturista Ricka Wakemana leta 2009.
Palača je bila prizorišče cestnega kolesarskega kronometra poletnih olimpijskih iger 2012 in začasne strukture za dogodek, vključno s prestoli za kronometre na mestih za medalje, so bile nameščene na terenu.
Leta 2015 je Hampton Court praznoval 500. obletnico začetka gradnje palače. Praznovanja so vključevala dnevne dramatizirane zgodovinske prizore. Gradnja palače se je začela 12. februarja 1515.
9. februarja naslednje leto je Vincent Nichols, katoliški nadškof Westminstra, obhajal večernice v kraljevi kapeli. To je bila prva katoliška služba v palači po 450 letih in prva, odkar je elizabetinska verska naselbina uvedla protestantizem kot nacionalno veroizpoved.

## Vsebina
V palači so številna umetniška dela in oprema iz kraljeve zbirke, ki izvirajo predvsem iz dveh glavnih obdobij gradnje palače, zgodnjega tudorskega (renesansa) in poznega stuartskega do zgodnjega jurijevskega obdobja. Septembra 2015 je kraljeva zbirka zabeležila 542 del (samo tista s podobami), ki so v Hampton Courtu, večinoma slik in pohištva, pa tudi keramike in kipov. Celoten trenutni seznam je na voljo na njihovi spletni strani. Najpomembnejše delo je Mantegnino Cezarjevo zmagoslavje, ki je v spodnji oranžeriji. Palača je nekoč hranila Rafaelove kartone, ki jih zdaj hrani muzej Viktorije in Alberta. Njihov nekdanji dom, Cartoon Gallery na južni strani Fountain Courta, je zasnoval Christopher Wren; kopije, ki jih je v 1690-ih naslikal umetnik Henry Cooke, so zdaj prikazane na njihovem mestu. Na ogled so tudi pomembne zbirke keramike, vključno s številnimi kosi modrega in belega porcelana, ki jih je zbrala kraljica Marija II., tako kitajski uvoz kot Delftware.
Večina prvotnega pohištva izvira iz poznega 17. in začetka 18. stoletja, vključno z mizami Jeana Pelletierja, stoli iz orehovega lesa India back Thomasa Robertsa ter urami in barometrom Thomasa Tompiona. Več državnih postelj je še vedno na svojih prvotnih položajih, tako kot baldahin prestola v kraljevi osebni sobi. Ta soba vsebuje kristalni lestenec iz ok. leta 1700, verjetno prvi tak v državi.
Dvorana kraljeve garde vsebuje veliko količino orožja: muškete, pištole, meče, bodala, rogove za smodnik in dele oklepov, razporejene po stenah v okrasnih vzorcih. Obstajajo računi za plačilo Johnu Harrisu iz leta 1699 za ureditev, za katero se domneva, da je še danes vidna.
Poleg tega ima Hampton Court večino zbirke kraljevih svečanih oblek, manjši del pa je v Kensingtonski palači. Zbirka več kot 10.000 predmetov vključuje oblačila, skice, pisma, grafike, fotografije, dnevnike in beležke.[55] Zbirka oblek ima določen status Sveta za umetnost.

## Kapela
Strop kapele iz lesa in mavca velja za »najpomembnejšega in najveličastnejšega v Veliki Britaniji«, vendar je to vse, kar je ostalo od tudorskega okrasja po prenovi, ki jo je nadzoroval sir Christopher Wren. Oltar je uokvirjen z masivnim, a navadnim hrastovim retablom z girlandami, ki jih je izrezljal Grinling Gibbons v času vladavine kraljice Ane. Nasproti oltarja, v prvem nadstropju, je kraljeva klop, kjer se bi kraljeva družina udeležila bogoslužja, razen splošne kongregacije, ki je sedela spodaj.
Duhovništvo, glasbeniki in drugi cerkveni uradniki, ki jih zaposluje monarh v Hampton Courtu, tako kot v drugih angleških kraljevih prostorih, so znani pod skupnim imenom Kraljeva kapela; pravilno uporabljen izraz se ne nanaša na stavbo.

## Posest
Zemljišče, kot je videti danes, je bilo urejeno v velikem slogu v poznem 17. stoletju. Verodostojnih ostankov vrtov Henrika VIII ni, le majhen grčast vrt, zasajen leta 1924, ki namiguje na videz vrtov iz 16. stoletja. Danes je prevladujoča značilnost zemljišča velika ureditev krajine, zgrajena za novo palačo, ki jo je nameraval sir Christopher Wren. Iz z vodo omejenega polkrožnega parterja, dolžine vzhodnega pročelja, se širijo trije drevoredi v vzorcu vranje noge. Osrednja avenija, ki ni namenjena sprehodu ali vožnji, temveč velik kanal, znan kot Dolga voda, je bila izkopana med vladavino Karla II., leta 1662. Zasnova, radikalna v tistem času, je še en takoj prepoznaven vpliv Versaillesa in so v resnici postavili učenci Andréja Le Nôtreja, krajinskega vrtnarja Ludvika XIV.
Na južni strani palače je Zasebni vrt, ki ga omejujejo polkrožna vrata iz kovanega železa Jeana Tijouja. Ta vrt, ki je bil prvotno zasebni vrt Viljema III., je bil leta 1992 ponovno zasajen v slogu tega obdobja z negovanimi bodikami in tisami vzdolž geometrijskega sistema poti.
Na dvignjenem mestu s pogledom na Temzo je majhen paviljon, Banquet House. Ta je bil zgrajen ok. 1700, za neformalne obroke in zabavo na vrtovih in ne za večje državniške večerje, ki bi potekale v sami palači. V bližnjem zimskem vrtu je »Velika vinska trta«, posajena leta 1769; do leta 1968 je imelo deblo debelo 2100 mm in dolgo 30 m. Še vedno daje letni pridelek grozdja.
Palača je vključevala stanovanja za uporabo priljubljenih kraljevih prijateljev. Eno takšnih stanovanj je opisano kot »paviljon in je v domačem parku« palače Hampton Court. Ta privilegij je okoli leta 1817 prvič podelil princ Edvard, vojvoda Kenta in Strathearna, svojemu prijatelju, generalpolkovniku Jamesu Mooru, K.C., in njegovi novi nevesti, Cecilii Watson. Jurij IV. je nadaljeval s tem dogovorom po smrti princa Edvarda 23. januarja 1820. Kraljica je nadaljevala z dogovorom za vdovo generala Moora po njegovi smrti 24. aprila 1838. To posebno stanovanje je bilo uporabljeno 21 let ali več in je zajemalo tri različne sponzorji.
Dobro znana zanimivost palače je Hampton Court Maze; George London in Henry Wise sta ga v 1690-ih zasadila za Viljema III. Prvotno je bil zasajen z gabrom; v zadnjem času je bil popravljen z uporabo različnih vrst žive meje. Obstaja 3D simulacija labirinta, glejte razdelek o zunanjih povezavah.
Navdihnjen z ozkimi pogledi na tudorski vrt, ki jih je mogoče videti skozi vrata na sliki, je družina Henrika VIII., ki visi v Galeriji duhov v palači, nov vrt v slogu tajnih vrtov Henrika VIII iz 16. stoletja, zasnovan tako, da praznujejo obletnico kraljevega vstopa na prestol. Je na nekdanjem vrtu Chapel Court Garden in je bil zasajen z rožami in zelišči iz 16. stoletja, dopolnjujejo pa ga pozlačene heraldične zveri in drzne zelene in belo pobarvane ograje. Arhitekt vrta je bil Todd Longstaffe-Gowan.
Formalni vrtovi in parki so I. stopnje, navedeni v registru zgodovinskih parkov in vrtov.
- Rože in drevesa v vrtu velike fontane
- Oblikovana drevesa v vrtu velikega vodnjaka
- Rožni vrt palače

## Splošna in citirana literatura
- Dynes, Wayne (1968). Palaces of Europe. London: Hamlyn. OCLC 37658.
- Copplestone, Trewin (1963). World Architecture. London: Hamlyn.
- Summerson, John (1969). Great Palaces (Hampton Court. pp. 12–23). London: Hamlyn Publishing Group Ltd. ISBN 0-600-01682-X.
- Thurley, Simon (1996). Hampton Court Palace. London: Historic Royal Palaces.
- Williams, Neville (1971). Royal Homes. Lutterworth Press. ISBN 0-7188-0803-7.